# تل قلعه کهنه کلاه سیاه
تل قلعه کهنه کلاه سیاه مربوط به سده‌های میانه دوران‌های تاریخی پس از اسلام است و در شهرستان شیراز، بخش زرقان، دهستان بند امیر، جنوب شرقی روستای کلاه سیاه واقع شده و این اثر در تاریخ ۳۰ بهمن ۱۳۸۶ با شمارهٔ ثبت ۲۰۹۱۱ به‌عنوان یکی از آثار ملی ایران به ثبت رسیده است.